# De Zotte Morgen (album)
De Zotte Morgen is een Nederlandstalig album van de Vlaamse kleinkunstzanger Zjef Vanuytsel uit 1970.
Het album bevat de volgende tracks:
1. Zotte Morgen (3:38)
2. Houten Kop (2:38)
3. De Stad (3:09)
4. High Society (2:37)
5. Dag Meisjes (3:08)
6. Ambians (1:46)
7. De Nacht (2:32)
8. Ik Weet Wel Mijn Lief (4:21)
9. Het Dorp (2:36)
10. Wie Zijn Ze (2:46)
11. Sociaal Zijn (2:35)
12. Je Kunt Niet Zonder de Anderen (3:46)
13. Hop Marlene (2:48)
totale tijdsduur: 38:20

## Meewerkende artiesten
- Roland Verlooven (producer)
- Paul Leponce (technicus)
- Zjef Vanuytsel (zang)